# Johann Baptist Haas (Kupferstecher)
Johann Baptist Haas (* 31. März 1732 in Staufen im Breisgau; † 3. November 1791 ebenda) war ein deutscher Kupferstecher.

## Leben

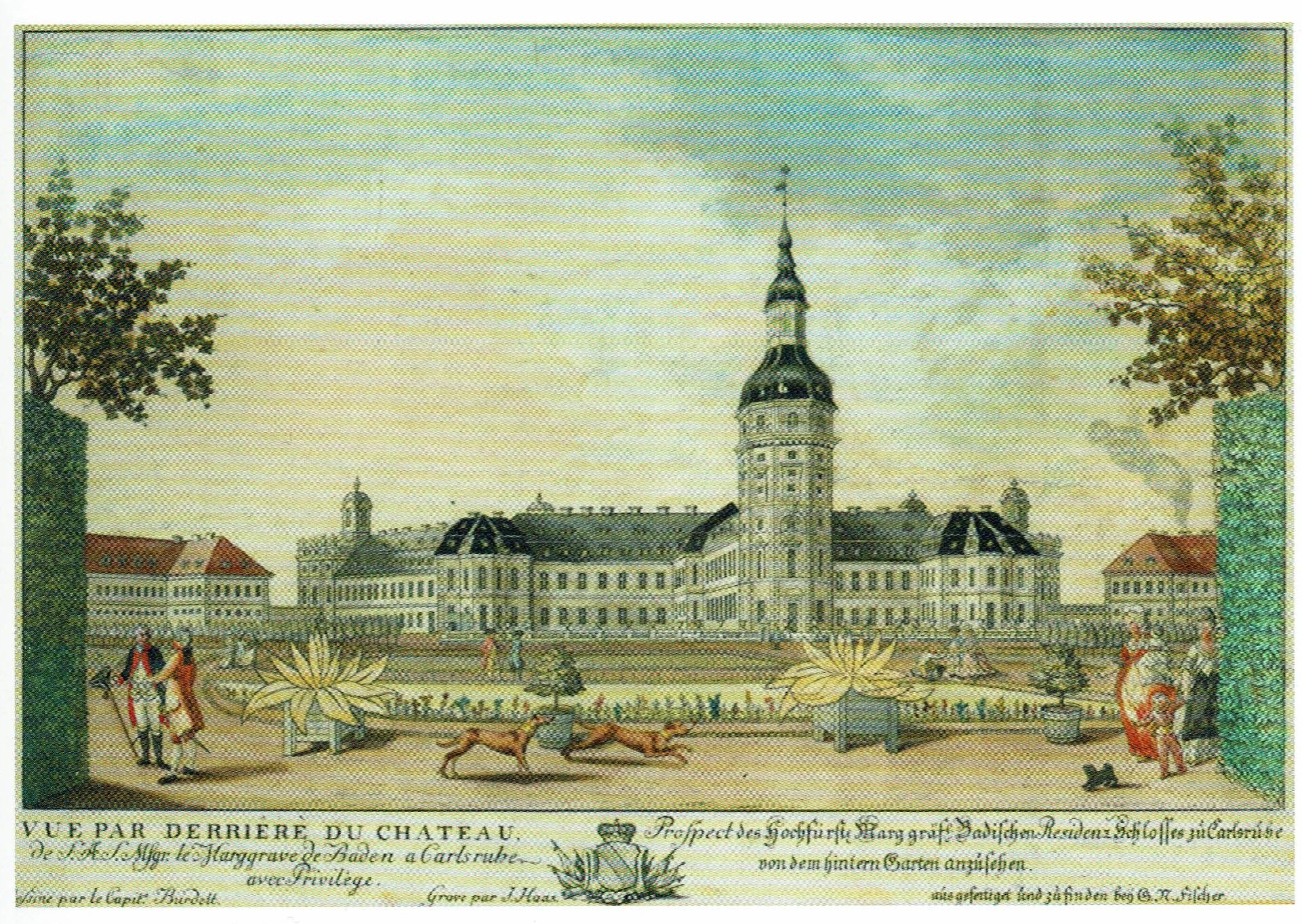
Ansicht des Karlsruher Schlosses von Norden. GLAK Karlsruhe, Johann Baptist Haas nach Peter Perez Burdett

Haas war vor allem für die Klosterdruckerei des Klosters St. Blasien unter Abt Martin Gerbert tätig. Frühe Arbeiten stach er wohl neben Peter Mayer für die Pinacotheca principium Austriae von Marquard Herrgott und Rustenus Heer. Hauptanteil hatte er dann an der Bebilderung der Taphographia principum Austriae wobei er Heer nach Nöggenschwiel begleitete. Nach der Zerstörung der beiden Werke wurden sie unter Gerbert wiederhergestellt. Er fertigte auch die Schwarzwaldkarte für die Historia nigrae Silvae an. Daneben stach er Porträts, so etwa von Heinrich Bornemann, Johannes Hartung, Erdmann Neumeister und Glarean.

## Kupferstiche (Auswahl)
- Städtische Ehrenpforte für Marie Antoinette in Freiburg im Breisgau (1770)[2]
- Siamesische Zwillinge, die am 19.5.1780 in Neapel geboren wurden und die in Deutschland zur Schau gestellt wurden[3]